# Mandalas
Mandalas es una banda de Barcelona (España) que tiene sus inicios en el año 1999, y es un referente en la escena musical actual de Barcelona. Su mezcla de soul, funk, folk, psicodelia y ritmos rotos le han llevado a lo más alto del panorama indie internacional, tanto de crítica como de público.
Kulyela, D'vida y JFK son los miembros de esta banda, que anteriormente ya habían formado parte de otros grupos reconocidos en el underground catalán como Groove Crew y Bootom. 

## Biografía
Mandalas es una banda de Barcelona (España) que irrumpe a finales de 1999 con la grabación de su primer disco y la creación de un sello discográfico propio Tsunami Music para poder editarlo. Los principales impulsores de esta aventura son Kulyela y D'vida , a los que más tarde se les añade JFK. 
Tomando como referencia a ilustres alucinados como Captain Beefheart, Sly & the Family Stone o Asian Dub Foundation, Mandalas comienza a investigar las posibilidades de la tecnología digital en un cruce imposible de groove funk, breaks de drum’n’bass y guitarras rock. 
Con sus dos primeros álbumes Things Left Unsaid (‘99) y The Golden Shore (‘03) lograron alcanzar un gran reconocimiento nacional, que los llevó de gira por toda España, así como algún que otro escarceo por Italia y Francia.
Hydra Rising es el tercer disco de la banda, que han sorprendido a propios y extraños con una combinación de estilos difícil de clasificar que aglutina soul, pop, folk, funk, psicodelia y ritmos rotos, uniendo lo viejo y lo nuevo en un estilo autodenominado ‘rural grooves'. Este disco les ha situado en el punto de mira de los medios confirmando la trayectoria ascendente de la banda y afianzando el prestigio ganado con sus ocho años de carrera.

## Discografía
- Things left unsaid (2000)
- Metal magic zone / Dream machine EP (2000)
- Ooze EP (2001)
- The Golden shore (2003)
- The more I try -Single-(2006)
- Hydra rising (2006)
- Barbarella on acid (2007)